# Чърава (река)
Чърава (на албански: Çërravë, на македонска литературна норма: Черава) е река в Албания и Северна Македония, приток на Охридското езеро.

## Географска характеристика
Реката извира от планината Мокра, северно под връх Гури Камес (1461 m) и първоначално носи името Пусева. Тече в източна посока. При село Чърава завива на северозапад, а при село Пешкъпи на север, пресича границата със Северна Македония и се влива в Охридското езеро между манастира „Свети Наум“ и село Любанища.

## Водосборен басейн
→ ляв приток, ← десен приток
- ← Богела
- ← Сололи